# 小行星3846
小行星3846（英語：3846 Hazel）是一颗围绕太阳公转的小行星。1980年10月9日，卡羅琳·舒梅克在帕洛马山发现了此天体。
这颗小行星的绝对星等为285.1603087340175等。